# Protesto nu

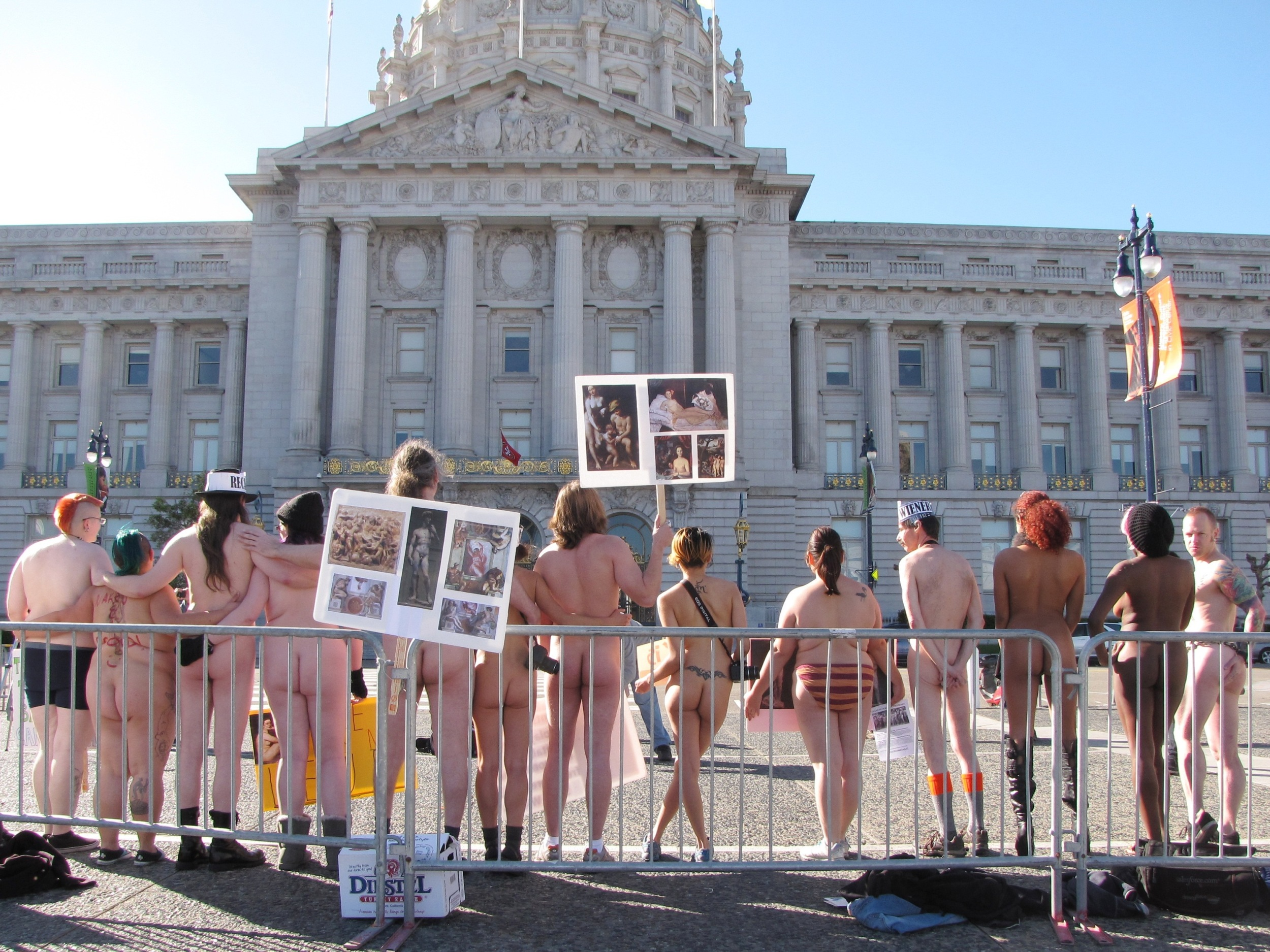
Protesto contra a proibição da nudez em San Francisco, Estados Unidos.

Os protestos nus são uma forma de atrair a atenção público e da mídia através da nudismo público.